# Dictyoglomerota
Phylum
Synonymes
- Dictyoglomota Patel 2021
- Dictyoglomerota corrig. Whitman et al. 2018
- Dictyoglomota Whitman et al. 2018
- Dictyoglomaeota Oren et al. 2015
- Dictyoglomera corrig. Patel 2010
- Dictyoglomi Patel 2010

Les Dictyoglomerota (anc. Dictyoglomi) sont un phylum du règne des Pseudomonadati au sein du domaine Bacteria. Ce phylum est monotypique jusqu'au genre Dictyoglomus, qui est son genre type et lui donne son nom.
Selon la LPSN (27 avril 2025) ce phylum ne contient qu'une seule classe, les Dictyoglomeria corrig. Patel 2012